# Atarba filicornis
Atarba filicornis är en tvåvingeart som beskrevs av Alexander 1922. Atarba filicornis ingår i släktet Atarba och familjen småharkrankar. Inga underarter finns listade i Catalogue of Life.